# Lemon Tree Passage (Australia)
Lemon Tree Passage es una localidad australiana de Nueva Gales del Sur localizada en el Gobierno Local de Port Stephens, región de Hunter, en la península de Tilligberry. Según el censo de 2021 tenía una población de 2.686 habitantes.
La población, suburbio del gobierno local está separada de un archipiélago, Islas Bulls, conocidas también como Lemon Tree Passage, por un pequeño estrecho.

## Fauna
La zona está densamente poblada por koalas debido a su gran vegetación boscosa. En la villa también se encuentra un criadero de ostras.

## Leyenda urbana
Lemon Tree Passage es una población conocida a raíz de una leyenda urbana en la que si un conductor conduce con exceso de velocidad por la carretera que lleva a la localidad, puede experimentar una experiencia paranormal.
En 2013 se produjo una película de terror inspirada en tal historia.